# Ferit Cömert
Ferit Cömert (* 5. Juni 1983 in Riad) ist ein türkischer Fußballspieler, der für Yeni Malatyaspor spielt.

## Karriere
Cömert begann mit dem Vereinsfußball in der Jugendabteilung von Karaağaçspor. Im Sommer 2000 wechselte er als Profispieler zu Çanakkale Dardanelspor, saß hier aber eine Saison auf der Ersatzbank. 2001 wechselte er zum Erstligisten Gaziantepspor. Hier spielte er eine Saison für die Reservemannschaft und die nachfolgenden drei Spielzeiten als Leihspieler für Gaskispor. Anschließend wechselte er samt Ablösesumme zu Gaskispor. 
Im Sommer 2007 wechselte er zu Gaziantep Büyükşehir Belediyespor. Die Rückrunde der Spielzeit 2007/08 spielte er als Leihspieler erneut bei Gaskispor. In der Saison 2010/11 schaffte er es mit Gaziantep BB ins Play-off-Finale der TFF 1. Lig und verpasste durch eine Niederlage gegen Orduspor den Aufstieg in die Süper Lig in letzter Instanz.
Im Sommer 2014 wechselte er zum Drittligisten Yeni Malatyaspor.
Cömert war türkischer Juniorennationalspieler von der U17 bis zur U21.